# 南丰县地藏寺
地藏寺，位于中国江西省抚州市南丰县县城琴城镇胜利路西门关口前龙首山下，依依岩壁开凿而成，始建于1943年 ，1945年竣工，是南丰历史最短的寺院。寺内有大雄宝殿、地藏王殿、五百罗汉殿等建筑，占地面积2000平方，建筑面积3000平方。
文革期间，寺院改为油库，因此未遭人为被坏，地藏菩萨的巨型石雕佛像得以完整保存。地藏寺为南丰县最早开放的寺院，也是南丰保存最完整、皈依弟子最多的寺院，并列为江西省重点寺院。

## 保护
地藏寺为南丰县文物保护单位，编号361023-2-5-001。